# Cyphotes nodosa
Cyphotes nodosa är en insektsart som beskrevs av Hermann Burmeister. Cyphotes nodosa ingår i släktet Cyphotes och familjen hornstritar. Inga underarter finns listade i Catalogue of Life.